# الرباط (ذي ناعم)

تعديل مصدري - تعديل

الرباط هي إحدى قرى عزلة الرباط بمديرية ذي ناعم التابعة لمحافظة البيضاء، بلغ تعداد سكانها 3777 نسمة حسب تعداد اليمن لعام 2004.